# Liaoyang
Liaoyang är en stad på prefekturnivå i provinsen Liaoning i nordöstra Kina. Den ligger omkring 62 kilometer söder  om provinshuvudstaden Shenyang. Den är belägen mellan städerna Shenyang i nord, Anshan i syd och Benxi i öst, en bit innanför (nordöst om) Liaodongbuktens kust. Staden är belägen vid en högtrafikerad järnväg i ett välindustrialiserat område och hyser bomulls- och livsmedelsindustri.

## Historia
Liaoyang är en av de äldsta fortfarande bebodda städerna i Kina och var ett viktigt regionalt centrum från runt 400-talet till 1600-talet, då denna roll övertogs av Shenyang. Staden nådde sin första blomstringsepok under Liaodynastin, varifrån många av Liaoyangs minnesmärken härstammar, och staden var Jindynastins östra huvudstad under namnet Dongjing (東京).
Under Mingdynastin (1368–1644) var Liaoyang högkvarter för Liaodonggarnisonen.
Staden intogs av japanerna 2 mars 1895 under Första kinesisk-japanska kriget.
Under rysk-japanska kriget utkämpades vid staden från 24 augusti till 4 september 1904 slaget vid Liaoyang.

## Administrativ indelning
Liaoyang består av fyra stadsdistrikt, en stad på häradsnivå och ett härad:
| Karta | Karta                    | Karta     | Karta            | Karta                    | Karta     | Karta                     |
| ----- | ------------------------ | --------- | ---------------- | ------------------------ | --------- | ------------------------- |
|       |                          |           |                  |                          |           |                           |
| Nr    | Namn                     | Kinesiska | Pinyin           | Befolkning (2003 uppsk.) | Yta (km²) | Befolknings- täthet(/km²) |
| 1     | Baita-distriktet         | 白塔区    | Báitǎ qū         | 210 000                  | 24        | 8 750                     |
| 2     | Wensheng-distriktet      | 文圣区    | Wénshèng qū      | 180 000                  | 38        | 4 737                     |
| 3     | Hongwei-distriktet       | 宏伟区    | Hóngwěi qū       | 110 000                  | 59        | 1 864                     |
| 4     | Gongchangling-distriktet | 弓长岭区  | Gōngchánglǐng qū | 90 000                   | 288       | 313                       |
| 5     | Taizihe-distriktet       | 太子河区  | Tàizǐhé qū       | 120 000                  | 148       | 811                       |
| 6     | Staden Dengta            | 灯塔市    | Dēngtǎ shì       | 510 000                  | 1 331     | 383                       |
| 7     | Liaoyang härad           | 辽阳县    | Liáoyáng xiàn    | 590 000                  | 2 853     | 207                       |

## Klimat
Genomsnittlig årsnederbörd är 1 002 millimeter. Den regnigaste månaden är juli, med i genomsnitt 237 mm nederbörd, och den torraste är januari, med 10 mm nederbörd.